# Disautel
Disautel ist ein census-designated place (CDP) im Okanogan County im US-Bundesstaat Washington innerhalb des Greater Omak Area. Zum United States Census 2010 hatte Disautel 78 Einwohner.
Gegründet 1919 liegt der Ort etwa 24 Kilometer östlich von Omak entlang der heutigen Washington State Route 155. Früher war Disautel eine Holzfällerstadt und Verwaltungssitz der Biles-Coleman Logging Company. Mit dem Bau des Highways wurde Nespelem Community gefördert, die Arbeiter des Sägewerkes begannen von Omak aus zu pendeln und die Bevölkerung begann zu schwinden. Nach Schließung des Sägewerkes zu Beginn der Großen Depression schrumpfte der Ort weiter. Für einige Zeit nutzte die Straßenmeisterei die leeren Lagerhäuser im Ort zur Lagerung von Ausrüstungen zur Straßenunterhaltung, aber nicht lange; danach wurde der Ort verlassen.